# David F. Sandberg
David F. Sandberg (Jönköping, 1981. január 21.–) svéd filmrendező, forgatókönyvíró és producer.

## Fiatalkora
1981. január 21-én született Jönköpingben (Svédország). Filmek nézésén nőtt fel, és apja VHS-C kamerájával készítette el az első saját alkotását. Tinédzserként egy videóáruházban dolgozott, ahol pénzt takarított meg, hogy filmkészítéshez saját kamerát vásároljon.

## Magánélete
2013-ban feleségül vette Lotta Losten színésznőt, tervezőt és fotográfust. Számos rövidfilmjében szerepelt, köztük az "Amikor kialszik a fényben" is.
2015 tájékán Sandberg és Losten Los Angelesbe költözött. Sandberg fiatalabbik testvére Joakim Sandberg, az Iconoclasts videojáték megalkotója.

## Filmográfia

### Film
| Év   | Cím                        | Megjegyzés                                                 |
| ---- | -------------------------- | ---------------------------------------------------------- |
| 2016 | Amikor kialszik a fény     | debütáló filmje Lights Out című rövidfilmje alapján        |
| 2017 | Annabelle 2. – A teremtés  |                                                            |
| 2019 | Shazam!                    | Travis (cameo hangja) Mister Elme (hangja) / Krokodilférfi |
| 2022 | Shazam! Az istenek haragja |                                                            |
| 2025 | Until Dawn                 |                                                            |

### Rövidfilm
| Év   | Cím                   | Feladatkör | Feladatkör | Feladatkör | Feladatkör | Feladatkör | Feladatkör | Feladatkör | Megjegyzések                           |
| Év   | Cím                   | Rendező    | Író        | Producer   | Operatőr   | Vágó       | Zeneszerző | Színész    |                                        |
| ---- | --------------------- | ---------- | ---------- | ---------- | ---------- | ---------- | ---------- | ---------- | -------------------------------------- |
| 2006 | Vad tyst det blev…    | Igen       | Igen       | Igen       | Nem        | Igen       | Igen       | Igen       | Szerep: Fiú (csak hang) Hangrészleg is |
| 2011 | Animera = Göra livlig | Igen       | Nem        | Nem        | Nem        | Igen       | Igen       | Nem        | Rövid dokumentumfilm                   |
| 2012 | The Drawing Box       | Igen       | Igen       | Igen       | Nem        | Nem        | Nem        | Igen       | Szerep: David / David testvére         |
| 2013 | Ladyboy               | Igen       | Nem        | Nem        | Igen       | Nem        | Igen       | Nem        | Rövid dokumentumfilm                   |
| 2013 | Cam Closer            | Igen       | Igen       | Nem        | Igen       | Igen       | Nem        | Nem        |                                        |
| 2013 | Lights Out            | Igen       | Igen       | Igen       | Igen       | Nem        | Igen       | Nem        |                                        |
| 2014 | Pictured              | Igen       | Igen       | Nem        | Igen       | Nem        | Igen       | Nem        |                                        |
| 2014 | Not So Fast           | Igen       | Igen       | Nem        | Igen       | Igen       | Nem        | Igen       | Szerep: Férfi                          |
| 2014 | Coffer                | Igen       | Igen       | Nem        | Igen       | Igen       | Nem        | Nem        |                                        |
| 2014 | See You Soon          | Igen       | Igen       | Nem        | Igen       | Nem        | Igen       | Nem        |                                        |
| 2015 | Attic Panic           | Igen       | Igen       | Igen       | Igen       | Igen       | Igen       | Igen       | Szerep: Szellem                        |
| 2016 | Closet Space          | Igen       | Igen       | Igen       | Igen       | Nem        | Nem        | Igen       | Szerep: David                          |
| 2020 | Shadowed              | Igen       | Igen       | Igen       | Igen       | Nem        | Igen       | Nem        |                                        |
| 2020 | Not Alone in Here     | Igen       | Igen       | Igen       | Igen       | Nem        | Igen       | Nem        |                                        |

### Televíziós sorozatok
| Év   | Cím          | Feladatkör | Feladatkör | Feladatkör | Megjegyzések      |
| Év   | Cím          | Rendező    | Zeneszerző | Animátor   | Megjegyzések      |
| ---- | ------------ | ---------- | ---------- | ---------- | ----------------- |
| 2011 | Earth Savers | 6 epizód   | 5 epizód   | 2 epizód   | dokumentumsorozat |